# Bosc de la Pineda
El Bosc de la Pineda és un bosc del poble de Riells del Fai, en el terme municipal de Bigues i Riells, al Vallès Oriental. És a la part occidental del terme, a la dreta del Tenes i a ponent de la masia de la Pineda, masia a la qual pertany. És al sud de les Vinyes de la Pineda, al sud-est de les Costes de la Pineda. Té a tocar seu, al sud, la Roca Rodona. Es tracta d'un topònim romànic modern, derivat de la pertinença d'aquest bosc a la propera masia de la Pineda. Un gran incendi forestal esdevingut l'estiu del 1994 el devastà, com ho feu amb el conjunt de la zona.